# Jereka
Jereka – wieś w Słowenii, w gminie Bohinj. W 2018 roku liczyła 188 mieszkańców.